# Luka Elsner
Luka Elsner (* 2. August 1982 in Ljubljana, SFR Jugoslawien) ist ein ehemaliger slowenischer Fußballspieler auf der Position eines Abwehrspielers, der heute als Fußballtrainer tätig ist.

## Karriere

### Vereinskarriere
Elsner begann seine Karriere, da sein Vater zu dieser Zeit in Frankreich spielte und die Familie hier lebte, bei den Vereinen AS Cannes und OGC Nizza. 2002 wechselte er zur US Cagnes, dem er zwei Spielzeiten treu blieb.
2004 kehrte er in seine ursprüngliche Heimat Slowenien zurück und unterschrieb beim NK Domžale. Bereits in seiner ersten Saison bei NK wurde er in der höchsten slowenischen Spielklasse der Slovenska Nogometna Liga Vizemeister. In der darauffolgenden Saison konnte dieser Erfolg wiederholt werden. In dieser Saison (2005/06) spielte der Abwehrspieler das erste Mal auf internationaler Clubebene. In der 1. Runde der UEFA-Cup-Qualifikation gegen den Vertreter aus San Marino, FC Domagnano spielte Elsner durch, das Spiel wurde mit 5:0 gewonnen. Die Saisonen 2006/07 und 2007/08 waren von Erfolg geprägt. Beide Male konnte der Meistertitel errungen werden. In beiden Meistersaisonen kam Elsner in allen Spielen zum Einsatz. 2007 konnte auch der slowenische Supercup gefeiert werden.
Nach einem fünften Platz 2008/09 und Platz sieben in der Herbstsaison 2009/10 wechselte Elsner zur Winterpause 2009/10 ins Ausland zum SK Austria Kärnten.
Nach Abstieg und Konkurs der Austria kehrte er wieder zum NK Domžale zurück und beendete dort am Ende der Saison 2011/12 seine Laufbahn als Aktiver.

### Nationalmannschaftskarriere
International spielte Elsner ein Mal für die slowenische U-21-Nationalelf und ebenso oft für die slowenische A-Nationalmannschaft. Am 26. Mai 2008 kam er im Freundschaftsspiel gegen Schweden in der 88. Minute für Bojan Jokić ins Spiel.

### Trainerkarriere
Bald nach seinem Karriereende übernahm er im Jahre 2013 das Traineramt bei Domžale; ehe er am 2. September 2016 als neuer Trainer von NK Olimpija Ljubljana bekanntgegeben wurde. Dort hielt es ihn etwa ein Jahr; danach wechselte er zum Aufsteiger Paphos FC in die höchste Fußballliga Zyperns. Sein dortiger Vertrag endete bereits nach etwas über einem halben Jahr. Ab Ende Januar 2018 war er vorerst ohne Verein.
Am 23. Mai 2018 unterschrieb er beim belgischen Verein Royale Union Saint-Gilloise, der in der zweiten Division spielt, einen Trainer-Vertrag für drei Jahre ab der Saison 2018/19.
Mit diesem Verein erreichte er in der Saison 2018/19 Platz 3. Nachdem Elsner von mehreren Vereinen Angebote erhalten hatte, entschied er sich für einen Wechsel zum französischen Club SC Amiens mit einem Vertrag für zwei Jahre. Am 19. Juni 2019 wurde die Auflösung seines bisherigen Vertrages vereinbart.
Bei Abbruch der Saison 2019/20 infolge der COVID-19-Pandemie stand Amiens auf dem vorletzten Platz und stieg in die Ligue 2 ab. Nachdem der Verein nach dem 5. Spieltag der neuen Saison auf Platz 15 (von 20) stand, wurde Elsner entlassen. Anfang Februar 2021 wurde er beim belgischen Erstdivisionär KV Kortrijk verpflichtet. Sein dortiger Vertrag hat eine Laufzeit bis zum Ende der Saison 2023/24.
Anfang Oktober 2021 wechselte er von dort zu Ligakonkurrenten Standard Lüttich, der gerade Mbaye Leye als Trainer entlassen hatte. Nachdem der Verein die Saison auf Platz 14 beendete, somit nicht an den Play-off teilnimmt und sich zum zweiten Mal in Folge nicht für den Europapokal qualifiziert, wurde er Mitte April 2022 entlassen. Seit der Saison 2022/23 trainiert er Le Havre AC.
Im Sommer 2024 wurde er als Nachfolger von Will Still Cheftrainer bei Ligakonkurrent Stade Reims. Dort blieb der sportliche Erfolg jedoch aus: Nach acht sieglosen Spielen in Folge in der Ligue 1 wurde Elsner im Februar 2025 von seinen Aufgaben entbunden. 
Am 4. Juni 2025 wurde er Cheftrainer von KS Cracovia, einem Verein der Ekstraklasa, der höchsten polnischen Fußballliga.

## Persönliches
Elsner ist der Enkel des Ex-Teamchefs der österreichischen Fußballnationalmannschaft Branko Elsner und Sohn des ehemaligen slowenischen Nationalspielers Marko Elsner. Sein jüngerer Bruder Rok Elsner war ebenfalls Profifußballer.

## Erfolge
- Slowenischer Meister: 2006/07, 2007/08
- Slowenischer Supercupsieger: 2007